# Yvonne van Gennip
Yvonne van Gennip, född 1 maj 1964 i Haarlem, är en nederländsk före detta skridskoåkare. Hon gjorde ett fantastiskt OS 1988 i Calgary, då hon vann tre guld (något som endast hon och backhopparen Matti Nykänen lyckades med) och satte två världsrekord. Detta trots att hon skadat sin fot och fick opereras endast två månader före tävlingarna. 
van Gennip har dessutom ett stort antal medaljer från EM och VM i allround. Hon deltog även i Olympiska vinterspelen 1984 och 1992, men utan att vinna några medaljer. Efter 1992 avslutade hon sin aktiva karriär.